# Olivo e Pasquale
Olivo e Pasquale er en romantisk komisk opera med betegnelsen melodramma giocoso i to akter af Gaetano Donizetti. Jacopo Ferretti skrev den italienske libretto efter Simeone Antonio Sografis skuespil. Operaen havde premiere på 7. januar 1827 på Teatro Valle i Rom. 

## Roller
| Rolle                                | Stemmetype  | Originalbesætning, 7. januar 1827 (Dirigent: -) |
| ------------------------------------ | ----------- | ----------------------------------------------- |
| Olivo                                | Baryton     | Domenico Cosselli                               |
| Pasquale                             | Bas         | Giuseppe Frezzolini                             |
| Isabella, datter af Olivo            | Sopran      | Emilia Bonini                                   |
| Camillo                              | Alt         | Anna Scudellari Cosselli                        |
| Matilde, Isabellas tjenestepige      | Mezzosopran | Agnese Loyselet                                 |
| Monsieur le Bross, købmand af Cadice | Tenor       | Giovanni Battista Verger                        |
| Columella, en fattig rejsende        | Buffo       | Luigi Garofalo                                  |
| Diego, ansat i de to søskendes hus   | Baryton     | Stanislao Prò                                   |
| Tjenere, ansatte, unge               |             |                                                 |

## Synopsis
Operaen foregår i Lissabon i det nittende århundrede.

## Diskografi
- Bruno Rigacci (dirigent), John del Carlo, Giovanni Ovidio Mastino, Gastone Sarti, Estelle Maria Gibbs, Sabrina Bizzo, Enrico Bonelli, Luana Pellegrineschi, Augusto Faggioli, 1980 (Bongiovanni)

## Eksterne links
- Libretto